# Kémiai reakció
A kémiai reakció változás, az anyagnak új anyaggá történő átalakulása. A kémiai reakciók többnyire együtt járnak fizikai változással is (például hőfejlődés, halmazállapot-változás, színváltozás). A kémiai változások során nemcsak az anyag szerkezete változik meg, hanem a kémiai minősége is. A folyamatban új anyagok keletkeznek, melyek összetétele, szerkezete, fizikai tulajdonságai mások, mint a kiindulási anyagé. A kémiai reakciók végeredményben az elektronszerkezet átrendeződésével, az elektronok mozgásával is járnak. 
A kémiai reakciók, többféleképpen csoportosíthatók. Az egyesülés során két vagy több anyagból egy új anyag, bomláskor egy anyagból két vagy több új anyag keletkezik. Az oxigénnel való egyesülés oxidáció, amely általában égésnek is nevezhető. Égés azonban nem csak egyesülés lehet. A gyors égés során nagy hőfelszabadulás és fény-, esetleg hangkibocsátás is érzékelhető. Nem minden oxidáció égés: a nitrogén és az oxigén egyesülése, azaz a nitrogén oxidációja például endoterm folyamat.
A fizikai változások és a kémiai reakciók közben is megváltozik a rendszer belső energiája. Exoterm folyamatok során a rendszer energiája csökken, a kisugárzott hőt környezetének adja át. Az endoterm folyamatokban a rendszer energiája nő, ezért a legtöbb endoterm folyamat csak erős melegítés vagy más, folyamatos energiaközlés hatására megy végbe.

## A kémiai reakciók csoportosítása, reakciótípusok
A kémiai reakciók többféle szempontból csoportosíthatók.

### 1. A reakcióban részt vevő anyagok szerint
- átalakulás (izomerizáció, A → B) NH4OCN → CO(NH2)2 ammónium-cianátból keletkezik karbamid
- bomlás (A → B + C) NH4OH → NH3+H2O ammónium-hidroxidból keletkezik víz és ammónia
- egyesülés (addíció, szintézis, A + B → C) C2H4+H2 → C2H6 eténből és hidrogénből keletkezik etán
- helyettesítés (szubsztitúció, A + BC → AC + B)
- cserebomlás (kölcsönös szubsztitúció, AC + BD → AD + BC, elsősorban vizes közegben jellemző)
  - A reaktánsok az egyenlet bal oldalán szerepelnek, a kémiai reakciók kiindulási anyagai.

### 2. A reakció során lejátszódó folyamat kémiai jellege szerint
- redoxireakciók: oxidációsszám-változással járnak
- sav-bázis reakciók

### 3. A reakcióktermodinamikaijellege szerint
- exoterm reakciók (-ΔH, energiafelszabadulással, hőfejlődéssel jár)
- endoterm reakciók (+ΔH, energiaelnyeléssel, hőmérséklet csökkenésével jár)

### 4. Időbeli lefolyás szerint
- Időreakciók
- Pillanatreakciók

A fentieken kívül még számos – elsősorban gyakorlati – csoportosítási lehetőség van, de ezek a leggyakoribbak.